# مانوئل فلر
مانوئل فلر (انگلیسی: Manuel Feller؛ زادهٔ ۱۳ اکتبر ۱۹۹۲) اسکی‌باز آلپاین اهل اتریش است.